# Томская ТЭЦ-3
Томская ТЭЦ-3 — тепловая электростанция в Томске. Структурное подразделение АО «Томская генерация». Томская ТЭЦ-3 расположена в северо-восточной части Томска, рядом с ТНХК.
Численность персонала — 360 человек. 1 турбина и 2 котлоагрегата. Электрическая мощность 140 МВт, тепловая — 780 Гкал/ч. Директор Томской ТЭЦ-3 — Ковалёв Олег Викторович (с 2006 года).

## История и деятельность

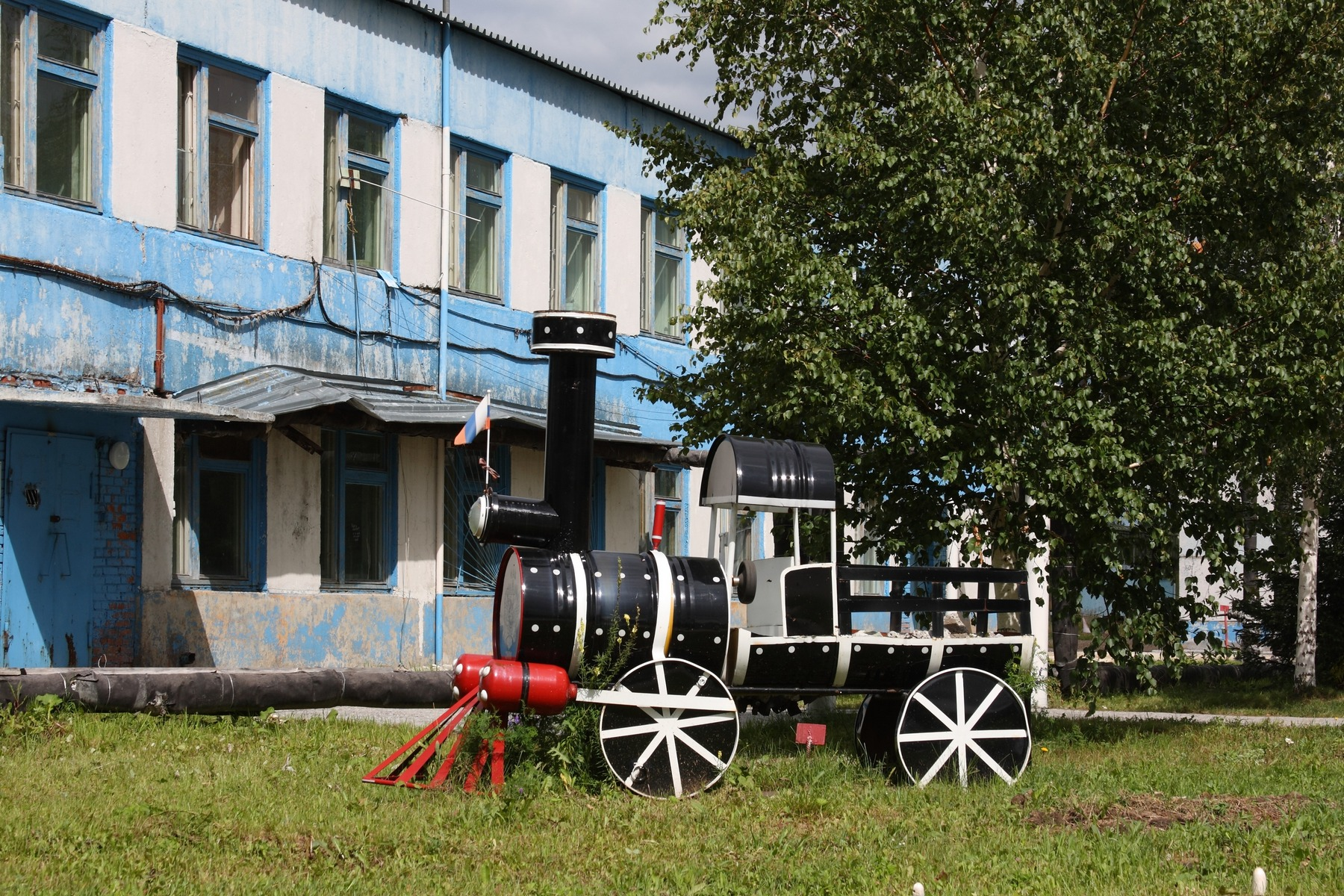

История Томской ТЭЦ-3 начинается в 1960-х годах. Томская ТЭЦ-3 задумывалась как составная часть новой схемы теплоснабжения города Томска. Технико-экономическое обоснование строительства новой ТЭЦ со схемой теплоснабжения города Томска на период до 1975 года было разработано Томским отделением института «Теплоэлектропроект» и утверждено решением Минэнерго СССР от 05.06.1967 (№ 4-2/5). Потом, после детальной разработки проекта, уточнений и согласований появится проект первой очереди ТЭЦ-3; электрическая мощность — 140/165 МВт, тепловая мощность — 932 Гкал, 2 котла БКЗ-500-140, турбина типа ПТ 135/165-130, генератор типа ТВВ-160-2ЕУЗ, пять паровых котлов типа Е-160/24. Этот проект был выполнен Томским отделением «Атомтеплоэлектропроект» (главный инженер проекта Г. Е. Иванов). По этому проекту ТЭЦ-3 развивается до декабря 2000 года. В декабре 2000 года строительство первой очереди Томской ТЭЦ-3 будет закончено, и специалисты приступят к разработке проекта второй очереди.
Постановлением Совета Министров СССР от 17.06.1982 г. № 545 было предусмотрено начало подготовительного периода строительства ТЭЦ-3 в 1982 году. В состав подготовительного периода были включены: снятие растительного слоя почвы, планировочные работы, нагорная канава, объекты транспорта и связи, водопровод технического водоснабжения. Генеральный подрядчик — Управление Химстрой — приступило в 1982 году к выполнению этого объёма работ. Так началось строительство Томской ТЭЦ-3.
Хронология:
- 1984 год. Приказ об утверждении проекта на строительство первой очереди ТЭЦ-3 Томскэнерго (ТЭЦ Северного промузла в г. Томске).

- В 1983—1984 годах Анатолий Афанасьевич Савиков представлял дирекцию ТЭЦ-3 в единственном числе (из интервью в спецвыпуске «Красного знамени» 22 декабря 1987 года); 27.09.1984 года подписан приказ об утверждении проекта на строительство 1-й очереди ТЭЦ-3 Томскэнерго (ТЭЦ Северного промузла в г. Томске).

- 1985 год. Строительство склада оборудования, общестанционные строительные работы: подземные коммуникации, водопровод и канализация, устройства свайных полей под Пароводогрейную котельную (ПВК) и общевспомогательный корпус (ОВК).

- 1986 год. Монтаж конструкции здания ОВК и ПВК. 30 сентября 1986 года начинается монтаж технологического оборудования. В это время: Получили «добро» на перевод ТЭЦ-3 на сжигание природного газа. Поручили Саратовскому проектному институту разработку проекта.

- 1987 год. Полным ходом идет монтаж технологического оборудования: котлов, бойлеров, общестанционного оборудования, паропроводов, питательных трубопроводов, деаэраторов, топливоподачи угля.

- 22 декабря 1987 года. Пятый раз отмечает День Энергетика коллектив ТЭЦ-3 («Впервые встречаем его коллективом со своей партийной, профсоюзной и комсомольской организациями, с его оформившейся административно-производственной структурой», в составе ТЭЦ «созданы практически все отделы аппарата управления, цехи, вспомогательные службы»).

- 1988 год. Ввод в эксплуатацию установки подпитки котлов низкого давления, пусконаладочные работы и пуск первого котла ПВК (станционный № 1) 29 октября 1988 года. Этот день является днем рождения Томской ТЭЦ-3. Пуск второго котла (станционный № 2) 30 декабря 1988 года пуск вспомогательного оборудования ПВК (питательные насосы, деаэраторы, система теплофикации — сетевые насосы и бойлеры). Ввод первых двух секций девятиэтажного жилого дома в микрорайоне «Солнечный», ул. Бирюкова, 2.

- 29 октября 1988 года. Пуск первого котла К-160-24. Намечен был на 28 октября на 17.00 («Красное знамя» 28.10.1988), пущен 29 октября в 3 часа 15 минут ночи. С момент начала прошло 46 месяцев («Красное знамя» 7 ноября 1988).

- 25 ноября 1988 года. Генеральным подрядчиком — управлением «Химстрой» совместно с энергетиками сдан котлоагрегат мощностью 160 тонн пара час и тепломагистраль до Кузовлевского тепличного комбината. До конца года предусматривается ввод ещё двух котлов. Дефицит тепловой энергии в Томске составлял Более 350 Гигаколорий. Для отопления 100 квартир требуется всего 1,5 Гкал («Красное знамя», 25.11.1988, интервью с Поморовым, секретарем обкома партии).

- 31 декабря 1988. Установленная тепловая мощность — 196 Гкал. Установленной электрической мощности нет. Котлов Е-160-24 установлено 2, всего по цехам 128 единиц основного оборудования (введено в 4 квартале 1988 года), всего 50 подразделений. Пуск ПВК в полном составе.

- 1989 год. Ввод котла ст. № 3, подача природного газа на ТЭЦ-3 и перевод котлов на сжигание природного, ввод в эксплуатацию дома на улице Бирюкова, 6 в микрорайоне «Солнечный» нового девятиэтажного дома, и очередных секций дома по ул. Бирюкова, 2.

- 1990 год. Ввод в эксплуатацию котла № 4 сразу на двух видах топлива (мазут и природный газ — новые горелки), плановый ввод жилья.

- 1991 год. Ввод в эксплуатацию котла № 5. Плановый ввод жилья.

- 1992 год. Начало подготовки к эксплуатации первого энергоблока (станционный № 1): составление производственных инструкций, технологических схем, набор основного персонала. Ввод в эксплуатацию детского сада в микрорайоне «Солнечный». Плановый ввод жилья.

- 1993 год. Ввод в эксплуатацию тепломагистрали № 12 ТЭЦ-3 ПРК, ввод школы в микрорайоне «Солнечный» на 1226 учащихся. Плановый ввод жилья.

- 1994 год. Увеличение подпитки теплосетей на производительность до 360 тонн в час. Ввод жилья в объёме 8568 кв. м., что позволило обеспечить жильем весь приглашенный персонал. Ввод в микрорайоне «Солнечный» ЦДП-2 (Центральный тепловой пункт).

- 1995 год. Пусконаладочные работы на обессоливающей установке химводоотчистки, приёмка в эксплуатацию Главного щита управления (ГЩУ), ввод жилья в объёме 6875 м².
- 1996 год. Ввод в эксплуатацию энергоблока № 1 в составе: котел БКЗ-500-140 (станционный № 1А), турбина ПТ-140-165 (станционный № 1), турбогенератор ТВВ-160. Установленная тепловая мощность ТЭЦ 640 Гкал, установленная мощность 80 000 кВт.

- 1997 год. Подача пара 13 атм. От энергоблока (ст. № 1) на ПВК (объединения ПВК и Главного корпуса).

- 1998 год. Монтаж блока БКЗ-500-140 (ст. № 1Б)

- 1999 год. Продолжение монтажа котла, увеличение подпитки теплосети до 500 тонн в час.

- 2000 год. Ввод в эксплуатацию котла БКЗ-500-140 (ст. № 1Б), блочной бойлерной установки, доведение установленной мощности станции до проектной мощности 1-й очереди: установленная тепловая мощность 900 Гкал., установленная электрическая мощность — 140 000 кВт.

Директора ТЭЦ-3:
- Савиков Анатолий Афанасьевич — 1983—1998 гг.
- Вершинин Владимир Михайлович — 1998—1999 гг.
- Вицке Альберт Эрихович — 1999—2006 гг.
- Ковалёв Олег Викторович — c 2006 г.

| № п/п               | Наименование и тип оборудования | Станционный номер агрегата | Мощность, МВт, теплопроизводительность, Гкал/ч |
| ------------------- | ------------------------------- | -------------------------- | ---------------------------------------------- |
| Турбинные установки |                                 |                            |                                                |
| 1                   | Турбина ПТ-140/165-130/15-3     | 1                          | 140                                            |
| Котельные агрегаты  |                                 |                            |                                                |
| 1                   | Котел БКЗ-500-140               | 1А                         | 500                                            |
| 2                   | Котел БКЗ-500-140               | 1Б                         | 500                                            |